# نانداموری بالاکریشنا
نانداموری بالاکریشنا (انگلیسی: Nandamuri Balakrishna؛ زادهٔ ۱۰ ژوئن ۱۹۶۰) هنرپیشه، و سیاست‌مدار اهل هند است.
از فیلم‌ها یا برنامه‌های تلویزیونی که وی در آن نقش داشته است می‌توان به افسانه اشاره کرد.
وی همچنین برندهٔ جوایزی همچون جایزه ناندی شده است.

## فیلم‌شناسی
فهرست برخی از فیلم‌هایی که نانداموری بالاکریشنا در آنها به ایفای نقش پرداخته است:
- افسانه
- شیر
- برگزیدگی الهه
- رودی رامودو کونته کریشنا
- گائوتامی‌پوترا ساتاکارانی
- یک مرد
- پاراما ویرا چاکرا
- چناکساوا ردی
- پاندورانگادو
- آفرین رئیس
- بولدوزر طلا
- ن. ت. ر: قهرمان
- ن. ت. ر: رهبر بزرگ
- رعد سرکش
- پول برگشتی
- آدیتیا ۳۶۹
- ویرا سیمها ردی (۲۰۲۳)